# Ion Overman
Ion Overman, née le 9 novembre 1976 à Los Angeles, est une actrice américaine.

## Biographie
Ion Overman est née en 1976 d'une mère afro-américaine et d'un père anglais.

## Filmographie
- 2013 : Tunnel Vision : Cynthia Grier
- 2012 : Leverage (série télévisée) : Marshal Ellie Rose
- 2012 : NCIS (série télévisée) : Jane Thomas
- 2011 : The Secret Life of the American Teenager (série télévisée) : Ollie, l'amie de Nora
- 2010 : My Boys (série télévisée) : Emily
- 2008-2010 : Ghost Whisperer (série télévisée) : Sam Blair
- 2009 : Three Rivers (série télévisée) : Lydia Ramirez
- 2009 : Castle (série télévisée) : Candace Robinson
- 2009 : Desperate Housewives (série télévisée) : Maria Scott
- 2009 : Eleventh Hour (série télévisée) : Debbie Baylor
- 2009 : Madea Goes to Jail : Linda
- 2007 : Two and a Half Men (série télévisée) : Vicki
- 2007 : Heart to Heart (court-métrage)
- 2007 : What About Brian (série télévisée) : Joanna
- 2006 : CSI: Crime Scene Investigation (série télévisée) : la femme reporter
- 2006 : Shark (série télévisée) : Laura Montez
- 2005-2006 : Love, Inc. (série télévisée) : Viviana
- 2006 : Phat Girlz
- 2005 : The Young and the Restless (série télévisée) : officier Contreras
- 2004-2005 : The L Word (série télévisée) : Candace Jewell
- 2005 : Grown Men (téléfilm)
- 2004 : Hawaii (série télévisée) : Gina Gibson
- 2003 : Miss Match (série télévisée)
- 2003 : Knee High P.I. (téléfilm) : Martinez
- 2002 : Without a Trace (série télévisée) : Alice Booker / Denise Chandler
- 2002 : CSI: Miami (série télévisée) : Sophia Ananova
- 2002 : The Drew Carey Show (série télévisée) : Stacey
- 2001-2002 : Strong Medicine (série télévisée) : Dr Steph
- 2000-2002 : Port Charles (série télévisée) : Gabriella 'Gabby / Gigi' Garza
- 2000-2002 : General Hospital (série télévisée) : Gabriela Garza
- 2001 : The District (série télévisée) : Gigi
- 2000 : Shasta McNasty (série télévisée) : Tanya
- 2000 : Little Richard (téléfilm)
- 2000 : Norm (série télévisée) : Angeline
- 1999 : Pensacola: Wings of Gold (série télévisée) : Joanna Killian
- 1999 : Smiling Fish & Goat on Fire
- 1999 : Beverly Hills 90210 (série télévisée)
- 1995 : The Walking Dead : Shirley Evans